# Campionat del Món de Trial indoor 1994
|  | Per al campionat del món a l'aire lliure d'aquell any, vegeu Campionat del Món de Trial 1994 |

La temporada de 1994 del Campionat del Món de Trial indoor, anomenat oficialment FIM Indoor Grand Prix, fou la 2a edició d'aquest campionat, organitzat per la FIM. El calendari oficial constava de 18 proves puntuables, celebrades entre el 5 de novembre de 1993 i l'11 de març de 1994. Tres de les proves programades es disputaren als Països Catalans: Girona (27 de novembre), Canillo (11 de desembre) i Barcelona (4 de febrer).
Marc Colomer va guanyar amb Beta el primer dels seus tres títols mundials indoor consecutius, esdevenint el primer català a guanyar el campionat d'aquesta modalitat. Colomer va dominar la temporada i va obtenir un total de 8 victòries, el doble de les que va obtenir el subcampió, Jordi Tarrés (que no va participar, però, en cinc proves), mentre que el tercer classificat i campió l'any anterior, Tommi Ahvala, no en va obtenir ni una de sola durant la temporada.
Dos pilots destacats van canviar de marca durant la temporada: Ahvala va passar d'Aprilia a Fantic i Diego Bosis, de Fantic a Beta.

## Sistema de puntuació
| Posició      | 1   | 2  | 3  | 4  | 5  | 6  | 7  | 8  | 9  | 10 |
| Punts Grup A | 100 | 85 | 75 | 65 | 55 | 50 | 45 | 40 | 35 | 30 |
| Punts Grup B | 40  | 34 | 30 | 26 | 22 | 20 | 18 | 16 | 15 | 14 |

## Calendari
| Ronda | Data           | Any  | Grup | Prova     | Lloc                     | Guanyador     |
| ----- | -------------- | ---- | ---- | --------- | ------------------------ | ------------- |
| 1     | 5 de novembre  | 1993 | A    | Espanya   | Santiago de Compostel·la | Marc Colomer  |
| 2     | 19 de novembre | 1993 | B    | França    | Castelnau                | Steve Colley  |
| 3     | 21 de novembre | 1993 | A    | Itàlia    | Torí                     | Amós Bilbao   |
| 4     | 26 de novembre | 1993 | B    | França    | Liévin                   | Bruno Camozzi |
| 5     | 27 de novembre | 1993 | B    | Espanya   | Girona                   | Marc Colomer  |
| 6     | 4 de desembre  | 1993 | A    | Espanya   | Granada                  | Jordi Tarrés  |
| 7     | 11 de desembre | 1993 | A    | Andorra   | Canillo                  | Jordi Tarrés  |
| 8     | 17 de desembre | 1993 | B    | Finlàndia | Hèlsinki                 | Jordi Tarrés  |
| 9     | 19 de desembre | 1993 | C    | Japó      | Tokyo                    | Joan Pons     |
| 10    | 7 de gener     | 1994 | A    | Espanya   | Sant Sebastià            | Marc Colomer  |
| 11    | 8 de gener     | 1994 | C    | Alemanya  | Castrop                  | Bruno Camozzi |
| 12    | 14 de gener    | 1994 | A    | França    | Tolosa                   | Marc Colomer  |
| 13    | 4 de febrer    | 1994 | A    | Espanya   | Barcelona                | Marc Colomer  |
| 14    | 5 de febrer    | 1994 | A    | Alemanya  | Sinsheim                 | Jordi Tarrés  |
| 15    | 18 de febrer   | 1994 | A    | França    | Lo Canet                 | Marc Colomer  |
| 16    | 26 de febrer   | 1994 | A    | França    | Paris-Bercy              | Marc Colomer  |
| 17    | 5 de març      | 1994 | A    | Espanya   | Oviedo                   | Ángel García  |
| 18    | 11 de març     | 1994 | A    | Mònaco    | Montecarlo               | Marc Colomer  |

1. 1 2  No puntuable

## Classificació final
| Posició | Pilot                | Motocicleta    | Punts |
| ------- | -------------------- | -------------- | ----- |
| 1       | Marc Colomer         | Beta           | 1.167 |
| 2       | Jordi Tarrés         | Gas Gas        | 1.009 |
| 3       | Tommi Ahvala         | Aprilia/Fantic | 849   |
| 4       | Donato Miglio        | Gas Gas        | 580   |
| 5       | Diego Bosis          | Fantic/Beta    | 425   |
| 6       | Steve Colley         | Beta           | 401   |
| 7       | Bruno Camozzi        | Scorpa         | 385   |
| 8       | Takumi Narita        | Beta           | 325   |
| 9       | Joan Pons            | Gas Gas        | 308   |
| 10      | Amós Bilbao          | Montesa        | 242   |
|         |                      |                |       |
| 19      | José Antonio Benítez | Beta           | 40    |
|         |                      |                |       |
| 21      | Cèsar Panicot        | Gas Gas        | 35    |